# Pastetten
Pastetten er en kommune i Landkreis Erding i Regierungsbezirk Oberbayern i den tyske delstat Bayern. Verwaltungsgemeinschaft Pastetten.

## Geografi
Pastetten ligger i Region München cirka 14 km syd for Erding, 20 km sydvest for Dorfen, 17 km nord for Ebersberg og 32 km fra delstatshovedstaden München.
Kommunens område strækker sig over udløbere fra Münchner Schotterebene, som videre mod øst går over i et skovrigt bakkeland, og mod syd ind i Ebersberger Forst.
Der er ud over hovedbyen Pastetten følgende landsbyer og bebyggelser i kommunen: Birkeln, Dürnberg, Erlbach, Fendsbach, Harrein, Harthofen, Katterloh, Moosstetten, Oberschwillach, Ötz, Pastetten, Poigenberg, Reithofen, Taing og Zeilern.